# Rychnów (Namysłów)

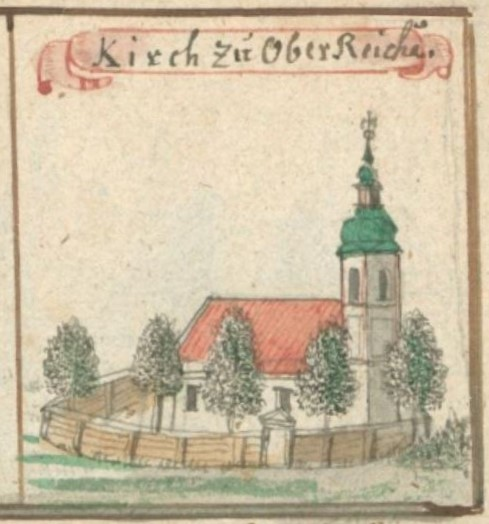
Johanneskirche in Reichen – Zeichnung aus dem 18. Jahrhundert

Rychnów (deutsch Reichen) ist ein Ort in der Stad- und Landgemeinde Namysłów (Namslau) im Powiat Namysłowski der Woiwodschaft Opole (Oppeln) in Polen.

## Geographie
Das Straßendorf Rychnów liegt fünf Kilometer östlich von Namysłów (Namslau) und 58 Kilometer nordwestlich von Opole (Oppeln) in der Nizina Śląska (Schlesische Tiefebene) an den Landesstraßen Droga krajowa 39 und Droga krajowa 42. Südlich des Ortes verlaufen die stillgelegten Schienen der Bahnstrecke Namysłów–Kępno. Nördlich des Dorfes verläuft die Bahnstrecke Kluczbork–Oleśnica. Ortsteile von Rychnów sind die Weiler Rychnów Dolny (Nieder Reichen) und Staszków (Vorwerk Paulinenhof).
Nachbarorte von Rychnów sind im Westen Kamienna (Giesdorf), im Osten Strzelce (Strehlitz) und im Südosten Gręboszów (Grambschütz).

## Geschichte
Das Dorf wurde 1273 erstmals erwähnt. Im Zehntregister Liber fundationis episcopatus Vratislaviensis aus den Jahren 1295–1305 wird der Ort als „Rychnow“ erwähnt.
Nach dem Ersten Schlesischen Krieg 1742 fiel Reichen mit dem größten Teil Schlesiens an Preußen.
Nach der Neuorganisation der Provinz Schlesien gehörte die Landgemeinde Reichen ab 1816 zum Landkreis Namslau, mir dem es bis 1945 verbunden blieb. 1845 bestanden im Dorf ein Schloss, ein Vorwerk, eine katholische Kirche, eine evangelische Schule, eine Ziegelei und 47 Häuser. Im gleichen Jahr lebten in Reichen 385 Einwohner, davon 140 katholisch und einer jüdisch. 1874 wurde der Amtsbezirk Grambschütz gebildet, dem die Landgemeinden Grambschütz und Reichen sowie die gleichnamigen Gutsbezirke eingegliedert wurden. Erster Amtsvorsteher war der Baron von Ohlen und Adlerskron in Reichen in Giesdorf. 1933 zählte Reichen 397 und 1939 waren es 401 Einwohner.
Als Folge des Zweiten Weltkriegs fiel Reichen 1945 mit dem größten Teil Schlesiens an Polen. Nachfolgend wurde es in Rychnów umbenannt Woiwodschaft Schlesien eingegliedert. Die deutsche Bevölkerung wurde von den polnischen Verwaltungsbehörden vertrieben. Die neu angesiedelten Bewohner waren teilweise Zwangsumgesiedelte aus Ostpolen, das an die Sowjetunion gefallen war. 1950 wurde Rychnów der Woiwodschaft Opole zugeteilt. 1999 wurde es Teil des wiedergegründeten Powiat Namysłowski.

## Sehenswürdigkeiten

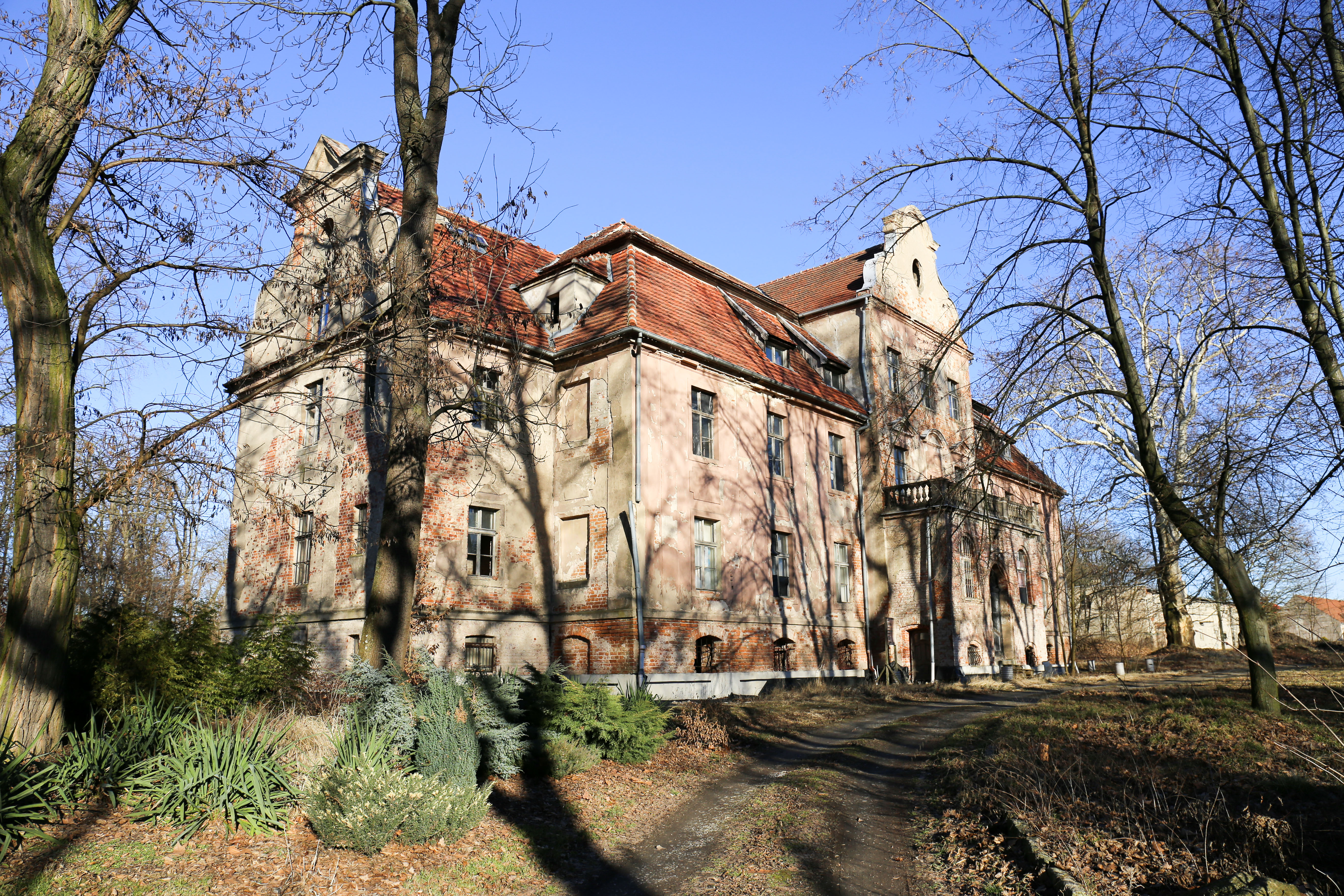
Das Schloss

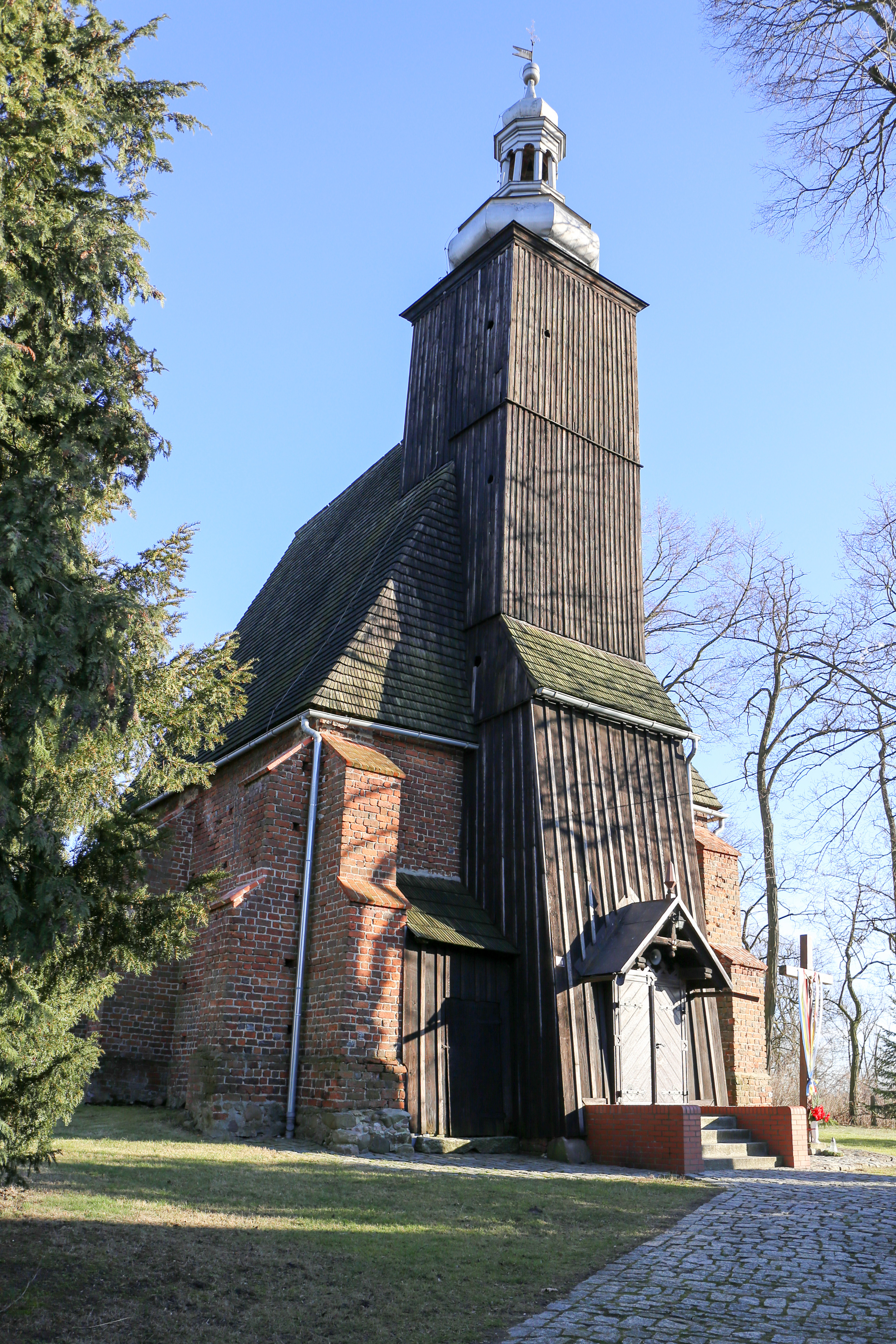
Johanneskirche

- Das Schloss Reichen (Pałac Rychnów) wurde 1781 im Stil des Barock von Ernest Wentzky errichtet. Unter Franz von Ohlen und Adlescron wurde der Schlossbau 1905 im Stil des Neoklassizismus umgebaut. Nach 1945 wurde das Gebäude als Schule genutzt. Heute befindet sich das Schloss im Privatbesitz und steht leer.[1] Der Schlossbau steht seit 1964 unter Denkmalschutz.[5]
- Das Alte Schloss (Stary Dwór) wurde Anfang des 17. Jahrhunderts im Stil der Renaissance errichtet. Um 1800 wurde es im klassizistischen Stil umgebaut.[1] Es steht seit 1964 unter Denkmalschutz.[5]
- Die römisch-katholische Johanneskirche (Kościół św. Jana Chrzciciela) wurde 1376 erstmals erwähnt. Um Wende vom 15. zum 16. Jahrhundert wurde sie im Stil der Gotik umgebaut. Der Kirchenbau steht seit 1964 unter Denkmalschutz.[5]
- Friedhofskapelle
- Steinernes Wegekreuz

## Vereine
- Fußballverein Kłos Rychnów

## Söhne und Töchter des Ortes
- Herbert Freiherr von Ohlen und Adlerscron (1895–1958), deutscher Offizier und Verbandsfunktionär